# 萨博亚
萨博亚是葡萄牙贝雅区的一个堂区。总面积155.8平方公里，总人口1344人，人口密度8.6人/平方公里。